# José Manuel Freire Campo
José Manuel Freire Campo (Orense, 28 de abril de 1949) es un médico español especialista en neumología, profesor de la Escuela Nacional de Sanidad, consejero de sanidad del Gobierno Vasco entre 1987 y 1991 y portavoz de Sanidad del  Partido Socialista Obrero Español de la Comunidad de Madrid (PSOE-M) en la Asamblea de Madrid. 

## Biografía
Licenciado en Medicina y Cirugía por la Universidad Complutense de Madrid, es especialista en neumología y ha realizado distintos másteres sobre gestión sanitaria en universidades como Harvard y la London University. Ha sido profesor y jefe del departamento de Salud Internacional de la Escuela Nacional de Sanidad del Instituto de Salud Carlos III. Preside el Comité de Expertos sobre Buen Gobierno de los Sistemas de Salud del Consejo de Europa y es miembro del Consejo del Instituto de Higiene y Medicina Tropical de la Universidade Nova de Lisboa.
En su carrera política ha sido director general de Atención Primaria de la Junta de Andalucía entre 1982 y 1984. Desempeñó el cargo de consejero de Sanidad y Consumo del Gobierno Vasco, entre 1987 y 1991. Durante su mandato contribuyó a crear Osakidetza (Servicio Vasco de Salud) y a implantar el PADI (Programa Dental de Atención Infantil) y la tarjeta sanitaria individual entre otros. Fue sustituido como consejero de Sanidad por Iñaki Azkuna.
Entre 1991 y 1994 fue director de la Escuela Nacional de Sanidad.
Elegido diputado de la IX y X Legislatura de la Asamblea de Madrid, pasó a ejercer la posición de portavoz del PSM en la Comisión de Sanidad de la cámara autonómica.